# منابع ژنتیک گیاهی
منابع ژنتیکی گیاهی، تنوع درون گیاهان را که از انتخاب انسانی و طبیعی در طی هزاران سال به وجود می‌آید، توصیف می‌کند. ارزش ذاتی آنها عمدتاً مربوط به محصولات کشاورزی (تنوع زیستی محصول) است.
بر اساس تعهد بین‌المللی بازنگری‌شده در سال ۱۹۸۳ دربارهٔ منابع ژنتیک گیاهی برای غذا و کشاورزی سازمان غذا و کشاورزی (FAO)، منابع ژنتیک گیاهی به عنوان کل ماده زایشی و رویشی گونه‌های با ارزش اقتصادی و/یا اجتماعی برای کشاورزی حال و آینده با تأکید ویژه بر گیاهان تغذیه‌ای تعریف می‌شود.
در وضعیت منابع ژنتیک گیاهی جهان برای غذا و کشاورزی (۱۹۹۸)، فائو منابع ژنتیک گیاهی برای غذا و کشاورزی (PGRFA) را به عنوان تنوع مواد ژنتیکی موجود در ارقام سنتی و ارقام نوین و همچنین وابستگان وحشی محصول و دیگر موارد تعریف کرد. گونه‌های گیاهی وحشی که در حال حاضر یا در آینده می‌توان از آنها برای غذا و کشاورزی بهره‌گیری کرد.